# 瀬戸麻楡
瀬戸 麻楡（せと まゆ、1989年7月23日 - ）は、東京都出身のグラビアアイドル、イベントコンパニオン、釣りガール。
2021年よりタックルベリーベリーガールズメンバーとして活動中（2021年は17代目、2022年は18代目）。

## 概説
フリーター時代から水着モデルを始め、2005年9月の日本メディアサプライのセクシー系イメージビデオシリーズ『激写』に初出演。2006年から本格的に活動している。
芸能人女子フットサルチーム「TEAM SPAZIO」の元メンバーで、チームは既に解散している。
撮影会を頻繁に開催している。

## 出演

### テレビ
- たけしの日本教育白書2006（フジテレビ）
- くりぃむナントカ（テレビ朝日）
- ヴィーナスバトル2006（朝日放送）
- OUT★PUT（テレビ東京）
- 世代密林～ジェネレーションジャングル～（日本テレビ）
- アイドルコロシアム（MONDO21）

## 作品

### DVD
- 激写 VOL.9 野生美少女 MIYU WATASE
- My Way ～Tropical Mode～